# Plouarzel
Plouarzel (bret. Plouarzhel) – miejscowość i gmina we Francji, w regionie Bretania, w departamencie Finistère.
Według danych na rok 1990 gminę zamieszkiwały 2042 osoby, a gęstość zaludnienia wynosiła 48 osób/km² (wśród 1269 gmin Bretanii Plouarzel plasuje się na 305. miejscu pod względem liczby ludności, natomiast pod względem powierzchni na miejscu 117.).